# Čirůvka větší
Čirůvka větší (Tricholoma matsutake, japonsky 松茸 – macutake, borová houba), jinak také čirůvka ohavná, je druh houby z čeledi čirůvkovité (Tricholomataceae). V Červeném seznamu hub České republiky je druh uveden jako kriticky ohrožený.

## Znaky
Klobouk je 4–30 cm široký, nejdřív polokulovitý později přechází na klenutý s podvinutým okrajem, až na plošně rozložený s rovným okrajem a vmáčklým středem. Pokožka je bělošedá, matná či lepkavá, nejprve hnědavě vláknitá, pak silně radiálně rozpraskaná, na povrchu pokrytá rezavohnědými šupinami.
Lupeny jsou široké, bílé, krémové až rezavé, na klobouku hustě uspořádané, u třeně sbíhavé. V mládí je kryje bílý závoj, ze kterého se později stává prsten. Výtrusný prach je bílý.
Třeň je 5–20 cm dlouhý, válcovitý, vláknitý, má na sobě bělavý prsten, v horní části bílý, ve spodní nahnědlý, šupinatý. Báze ztenčená, zarůstá hluboko do substrátu.
Velmi pevná, bílá dužnina má sladkou až lehce nahořklou chuť a výraznou, ovocno-chemickou vůni.

## Užití
Jedlá, kulinářsky velmi ceněná houba. V zemích dálného východu (Čína, Korea, Japonsko) byla po staletí považována za delikatesu. Cena za kilogram této houby se, v závislosti na kvalitě plodnic, pohybuje kolem 1250 $ (30 000 Kč), což z ní činí jednou z nejdražších tržních hub světa.

## Ekologie
Od července do října roste tato čirůvka velmi vzácně v (pod)horských oblastech s kyselým, suchým a písčitým podložím, ze stromů preferuje zejména borovice, dále také smrky, jedle a tsugy.

## Rozšíření
Druh je rozšířen v oblastech Alp, Skandinávie, USA, středního Ruska, Číny a Japonska.

## Galerie

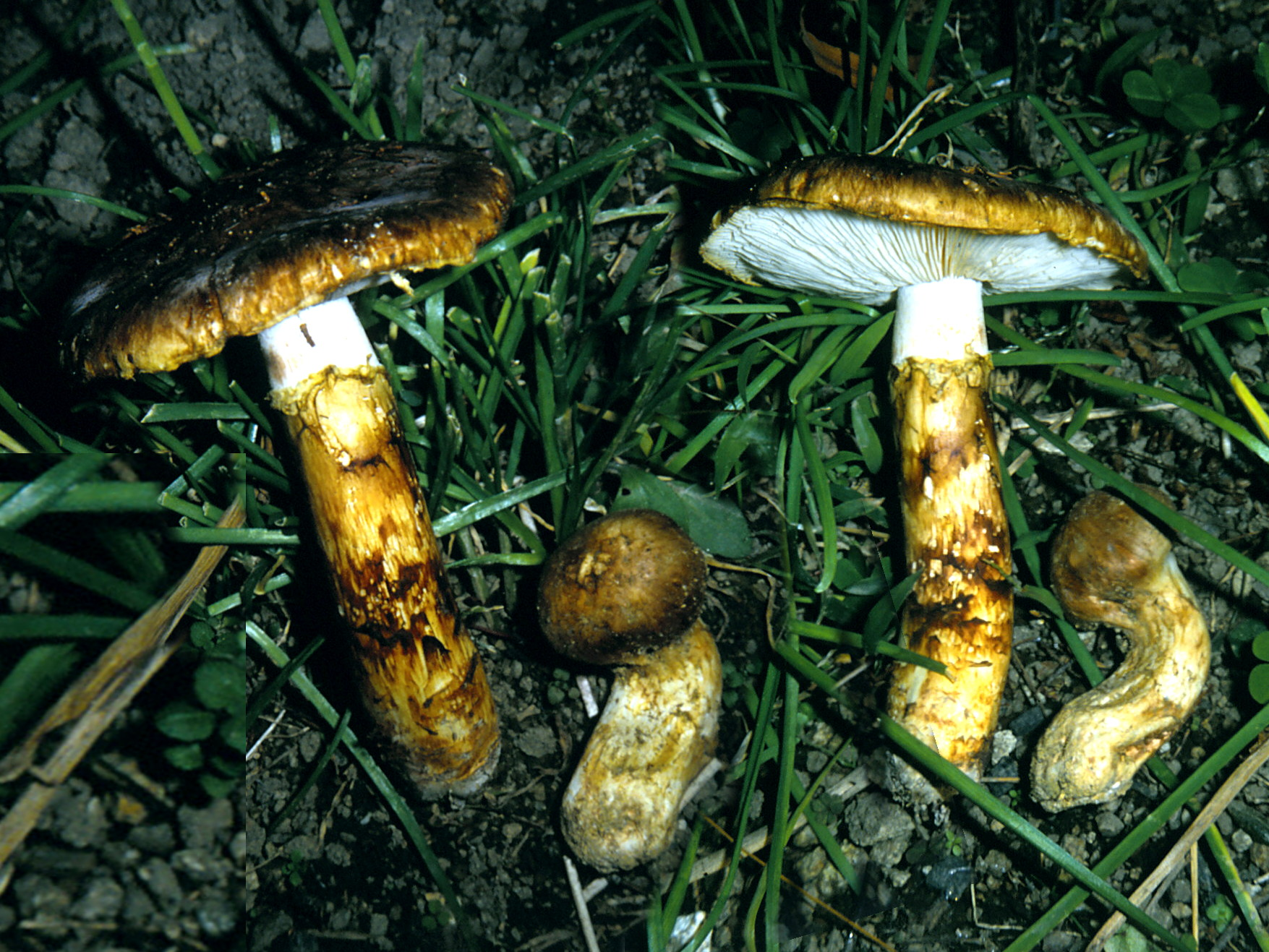
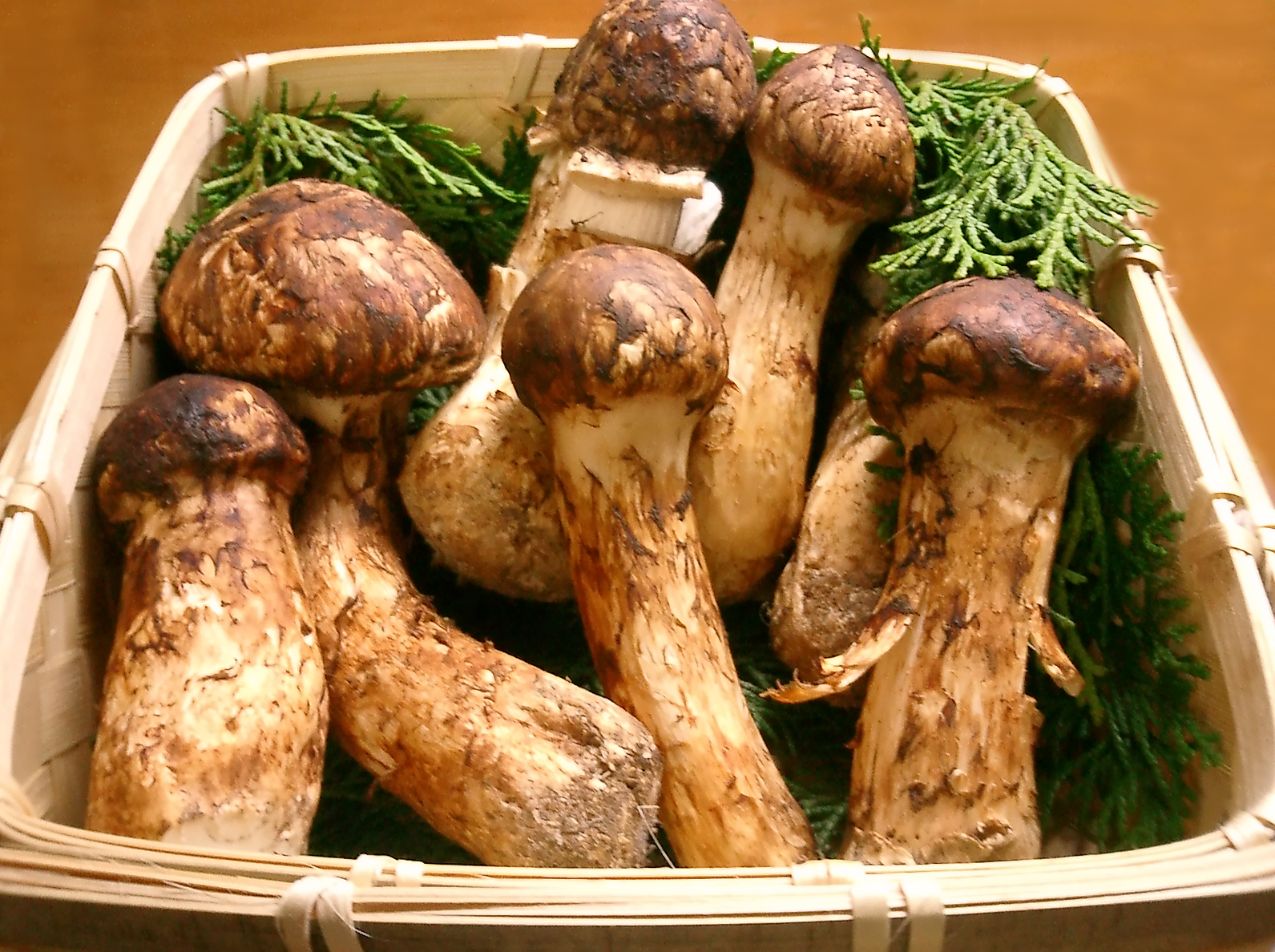
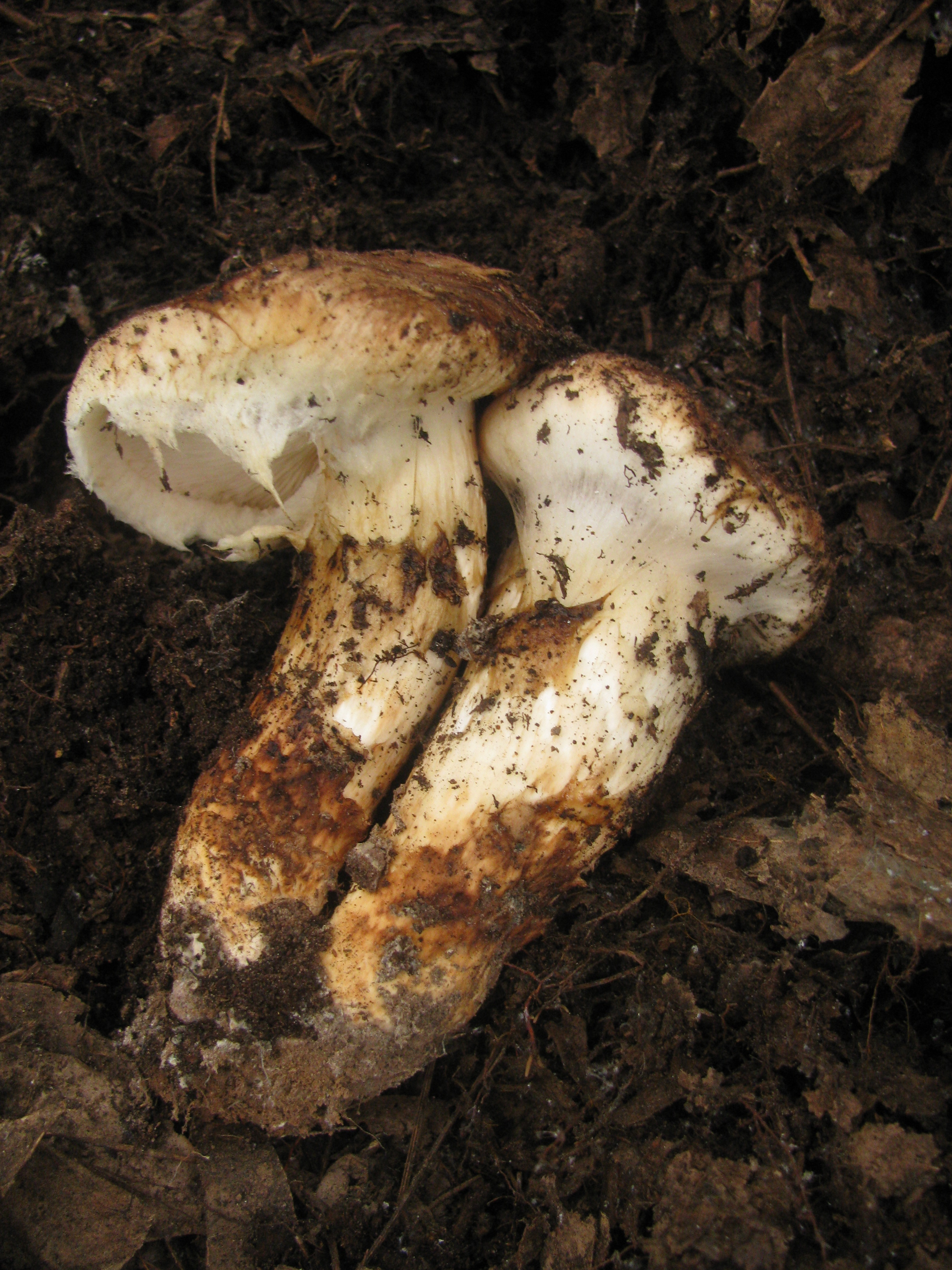
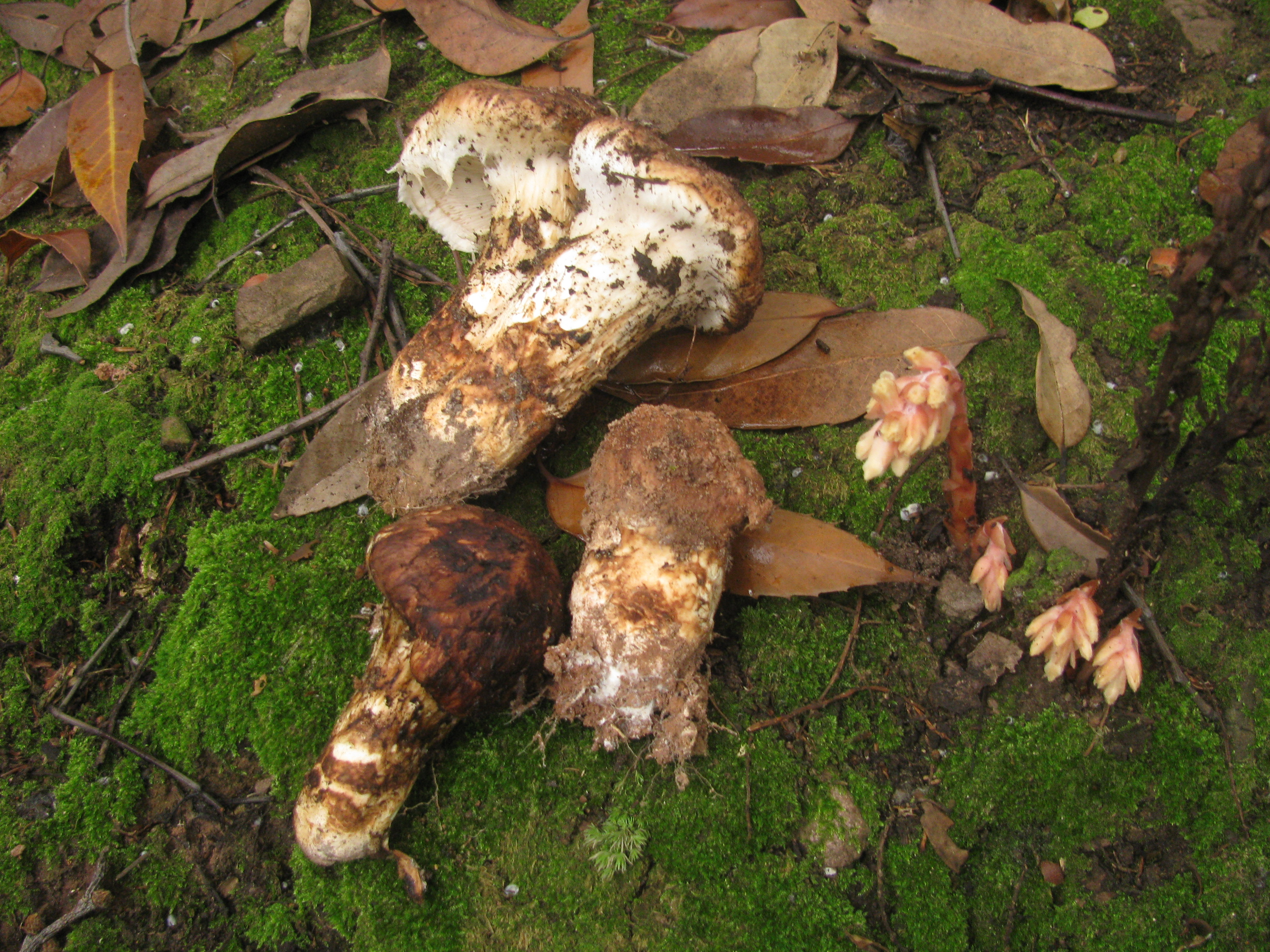
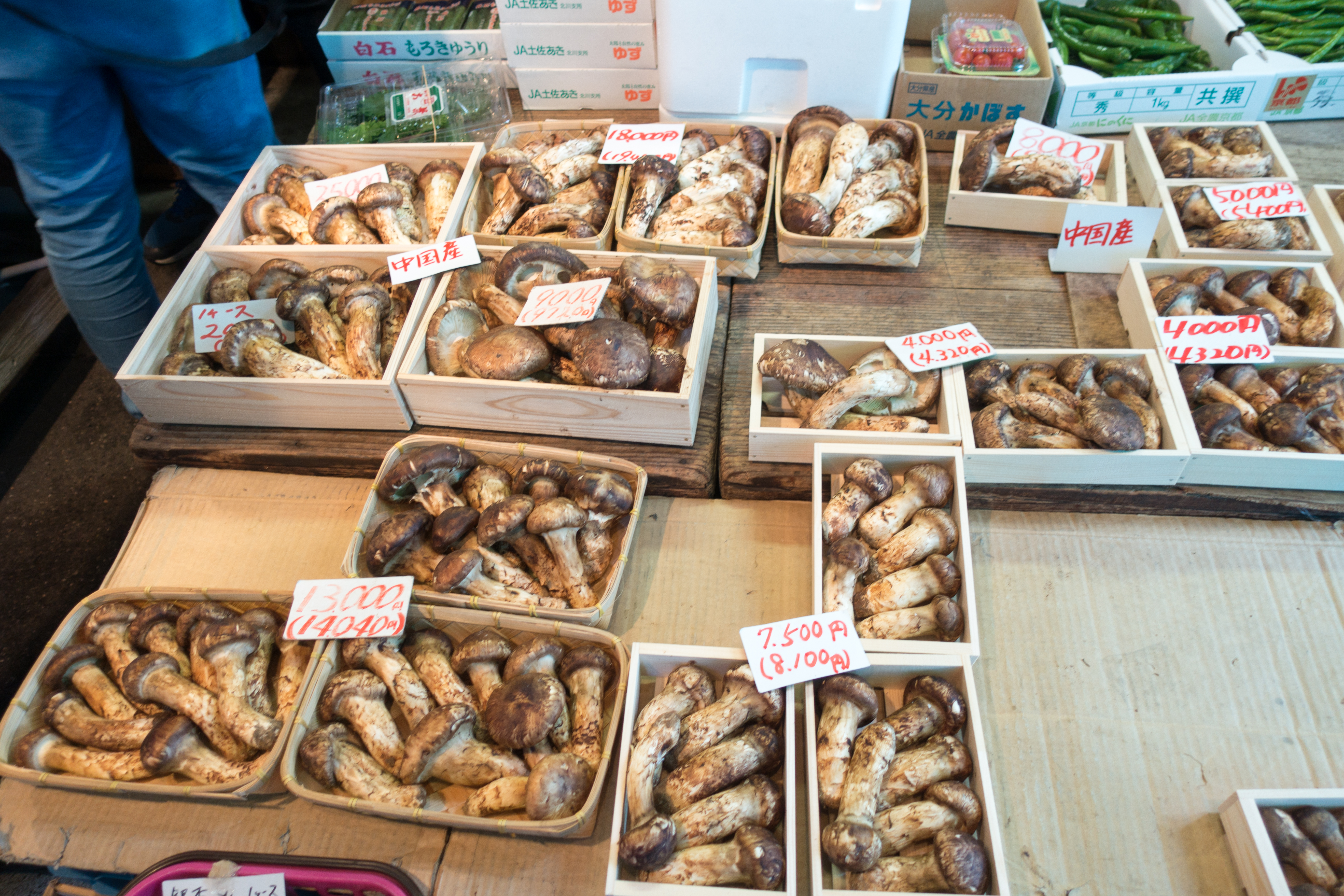
čirůvka větší na tržišti v Japonsku
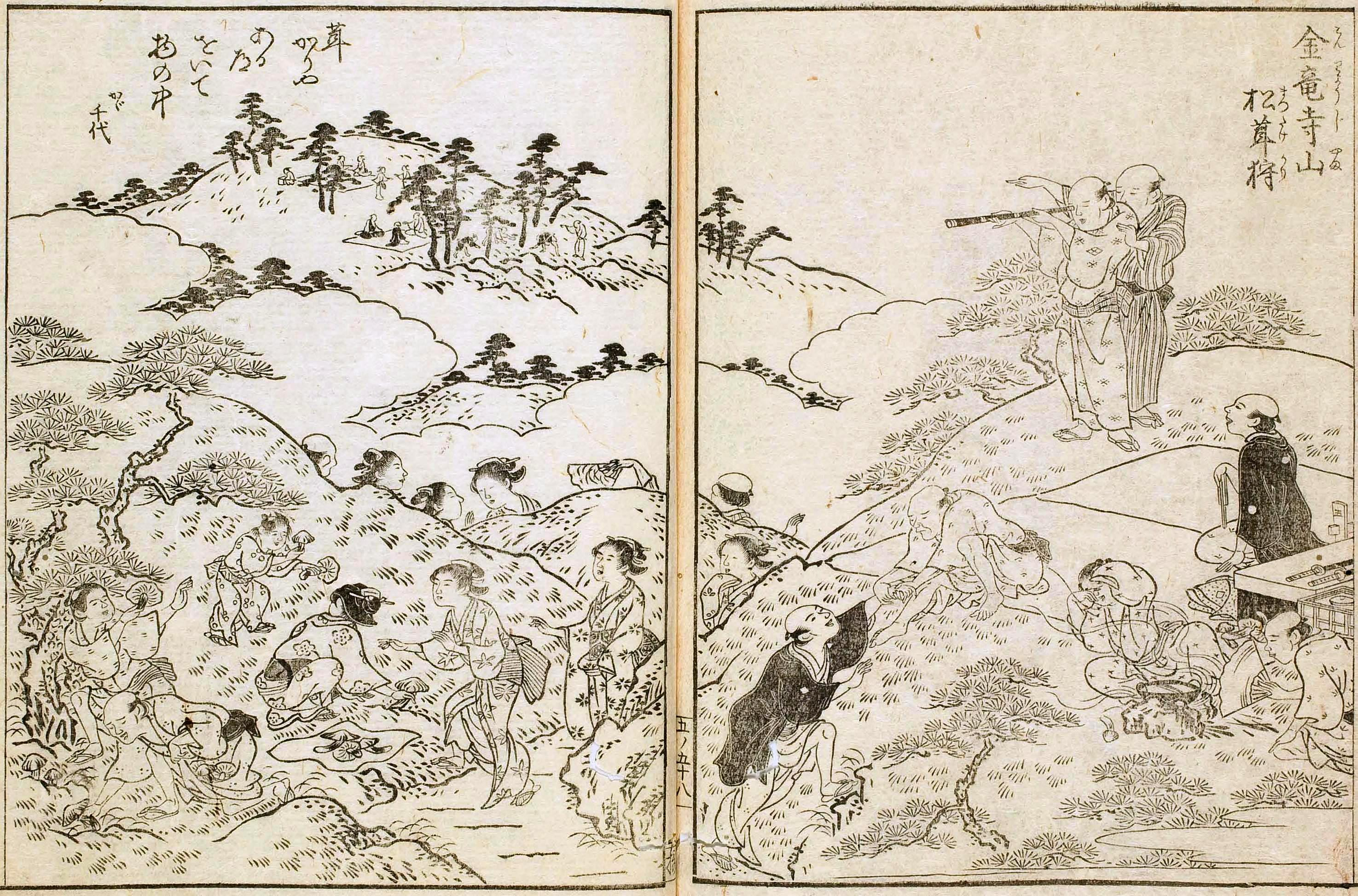
Japonské umělecké vyobrazení sběru čirůvky větší
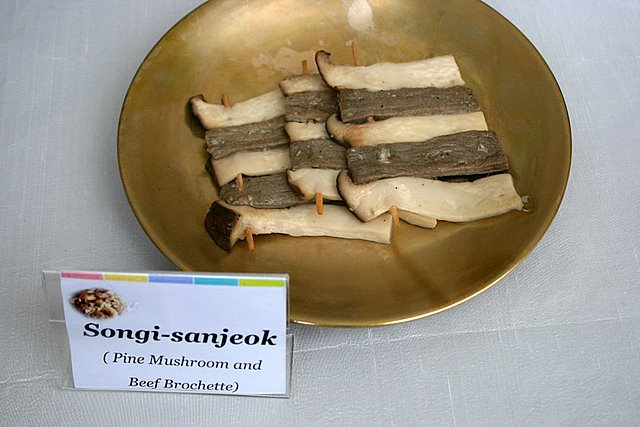
Korejský pokrm Songi sanjeok sestávající z plátků čirůvky větší a hovězího
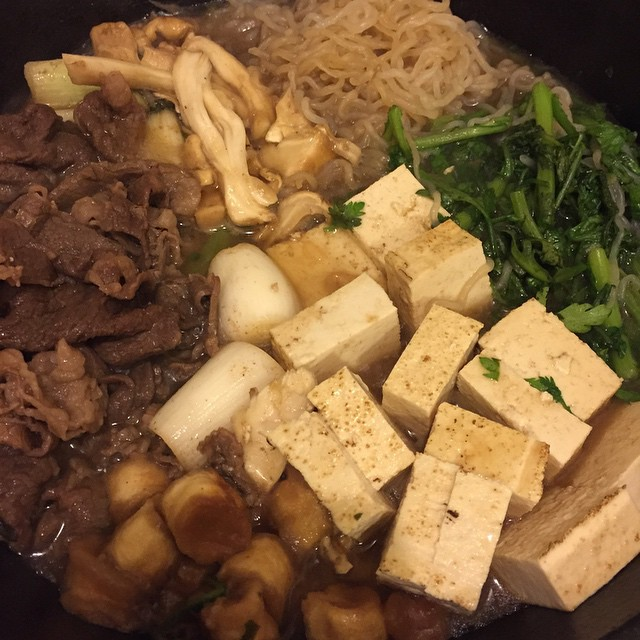
Japonský pokrm Sukiyaki s kousky čirůvky větší

## Možnost záměny
- Čirůvka límcovitá (Tricholoma focale)[5]